# Bezirk Békéscsaba

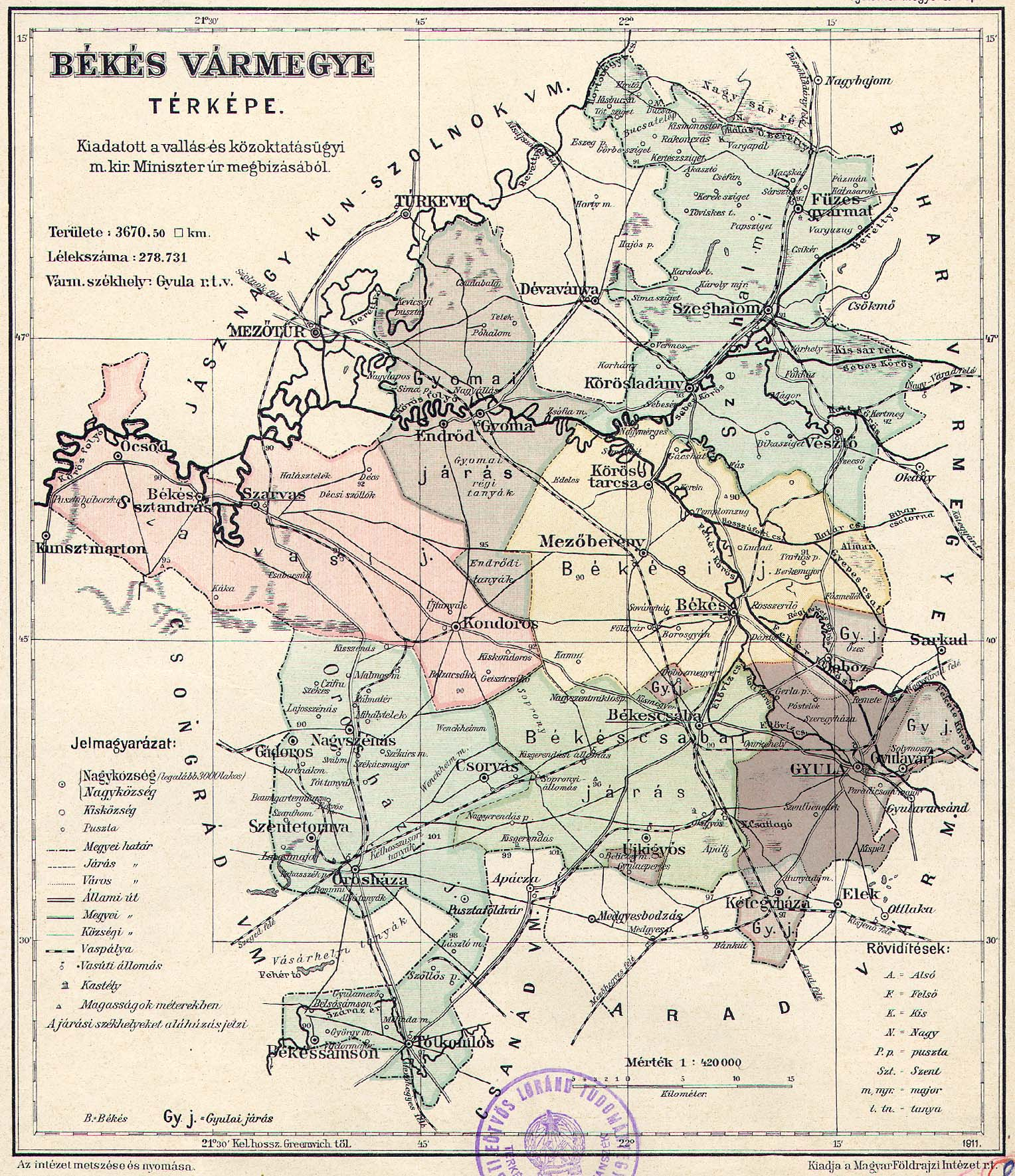
Bezirk Békéscsaba (hellgrün markiert) im Süden des Komitats Békés

Der Bezirk Békéscsaba (auch Stuhlbezirk Békéscsaba, ungarisch Békéscsabai járás) war eine ungarische Verwaltungseinheit im Komitat Békés. Der Bezirk Békéscsaba lag im südlichen Teil des Komitats. Er grenzte im Westen an den Bezirk Orosháza, im Nordosten an den Bezirk Szarvas, im Norden an den Bezirk Békés, im Osten an den Bezirk Gyula und im Süden an das Komitat Arad und das Komitat Csanád. Die Landschaft des Bezirks war eben, der Nordosten geprägt durch einen Nebenarm des Flusses Körös und den Kanal Élővíz-csatorna. Der Bezirk hatte im Jahr 1913 insgesamt 46.930 Einwohner. Der Verwaltungssitz befand sich in der Großgemeinde Békéscsaba. Der Bezirk wurde im Zuge der Verwaltungsreform 1950 zusammen mit dem Komitat Békés aufgelöst.

## Übersicht der Orte im Bezirk Békéscsaba (Stand 1913)
|               | Ortsname   | Einwohnerzahl | Häuser | Fläche (Katastraljoche) |
| Großgemeinden | Békéscsaba | 42.599        | 6.421  | 57.375                  |
|               | Újkígyós   | 4.331         | 597    | 15.178                  |
|               |            |               |        |                         |
|               | gesamt     | 46.930        | 7.018  | 72.553                  |